# 幼鹿行動
幼鹿行動（法語：Opération Daguet）是法國在波斯灣戰爭中的一次軍事行動。在波斯灣戰爭期間，法國在中東地區部署了將近2萬名法国軍隊士兵。1990年9月，幼鹿師在沙烏地阿拉伯成立，並在開戰後作為聯軍的左翼開始行動，法国同時部署了空軍和海军部队。此行動由米歇爾·羅克耶夫將軍指揮，此人备受諾曼·史瓦茲柯夫的讚譽。
幼鹿行動作為佯攻部隊，讓伊拉克軍隊誤以為左翼為主攻方向，大批軍隊被法軍牽制。使得美軍大部隊進攻順利。

## 背景
因伊拉克入侵科威特，聯合國部隊和伊拉克的戰爭開啟了。战争開始於1990年8月2日伊拉克入侵科威特，聯合國對伊拉克的入侵行動立刻提出經濟制裁和組織聯軍，軍事行动正式於1991 年1月17日以空中行動开始，联军取得决定性胜利，将伊拉克部队赶出科威特，且傷亡非常輕微。主要戰場在伊拉克、科威特和沙烏地阿拉伯的接壤地區。

## 部署

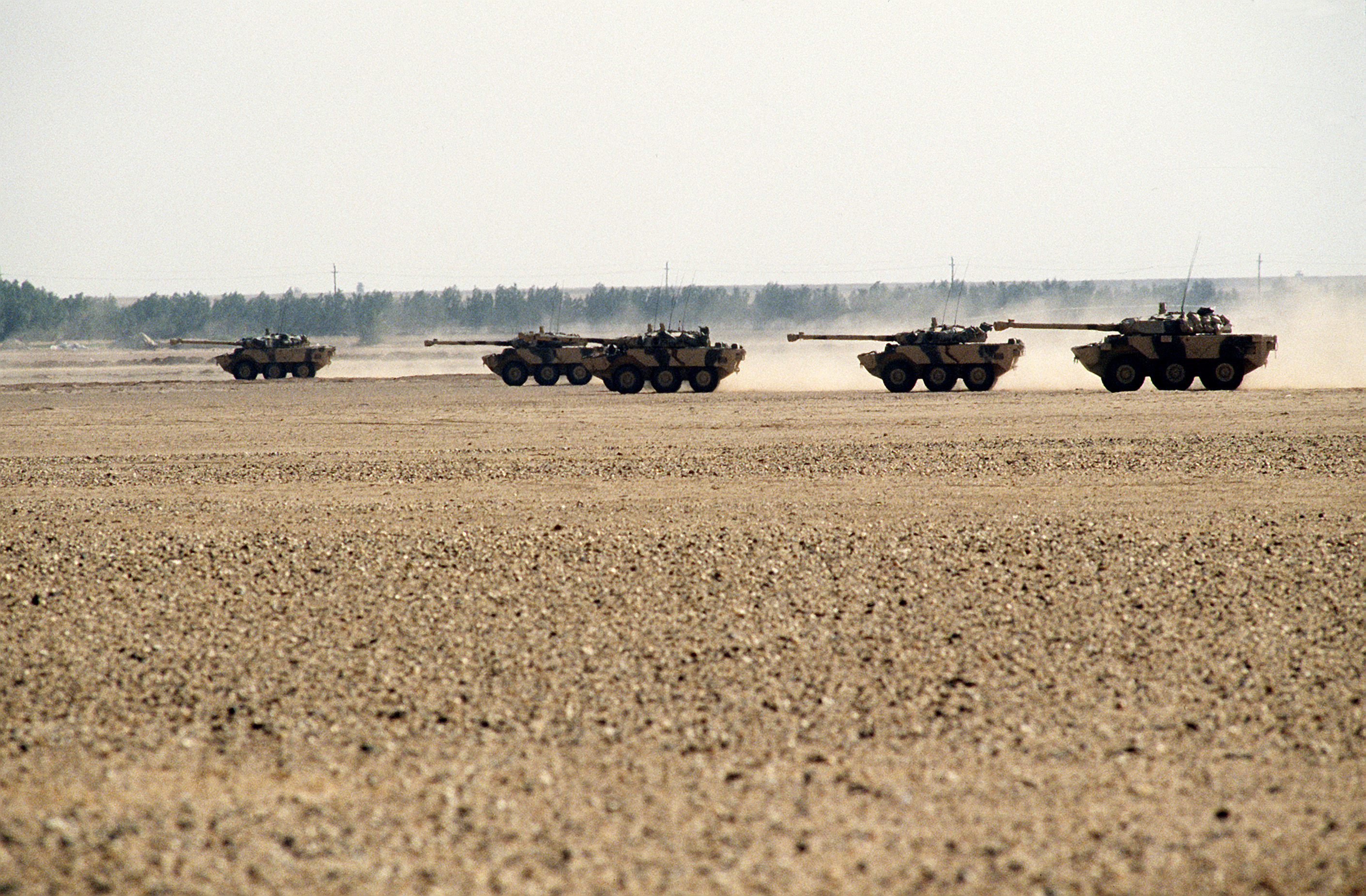
波斯灣戰爭中的法國AMX 10 RC裝甲車

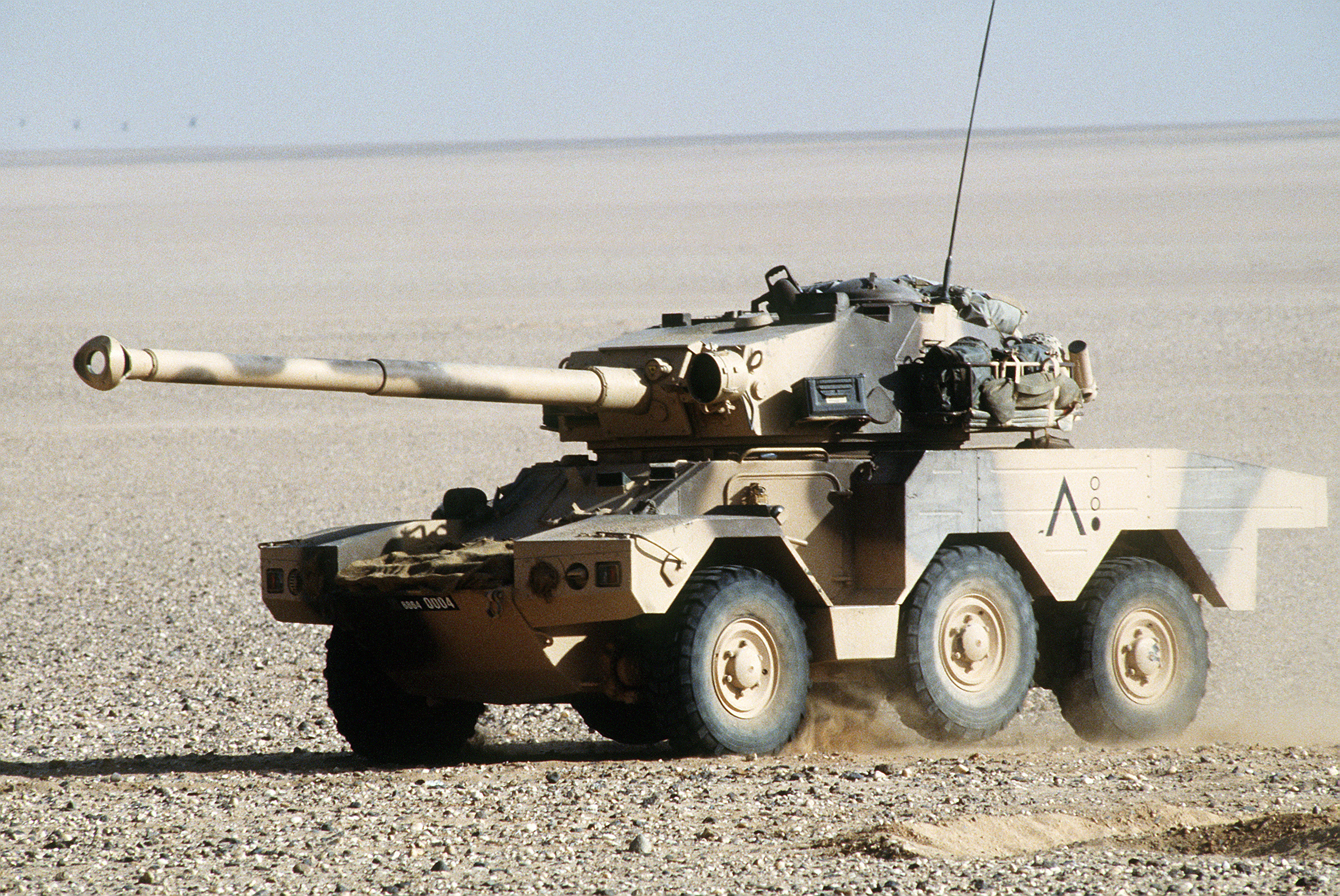
幼鹿行動中的潘哈德 ERC裝甲車

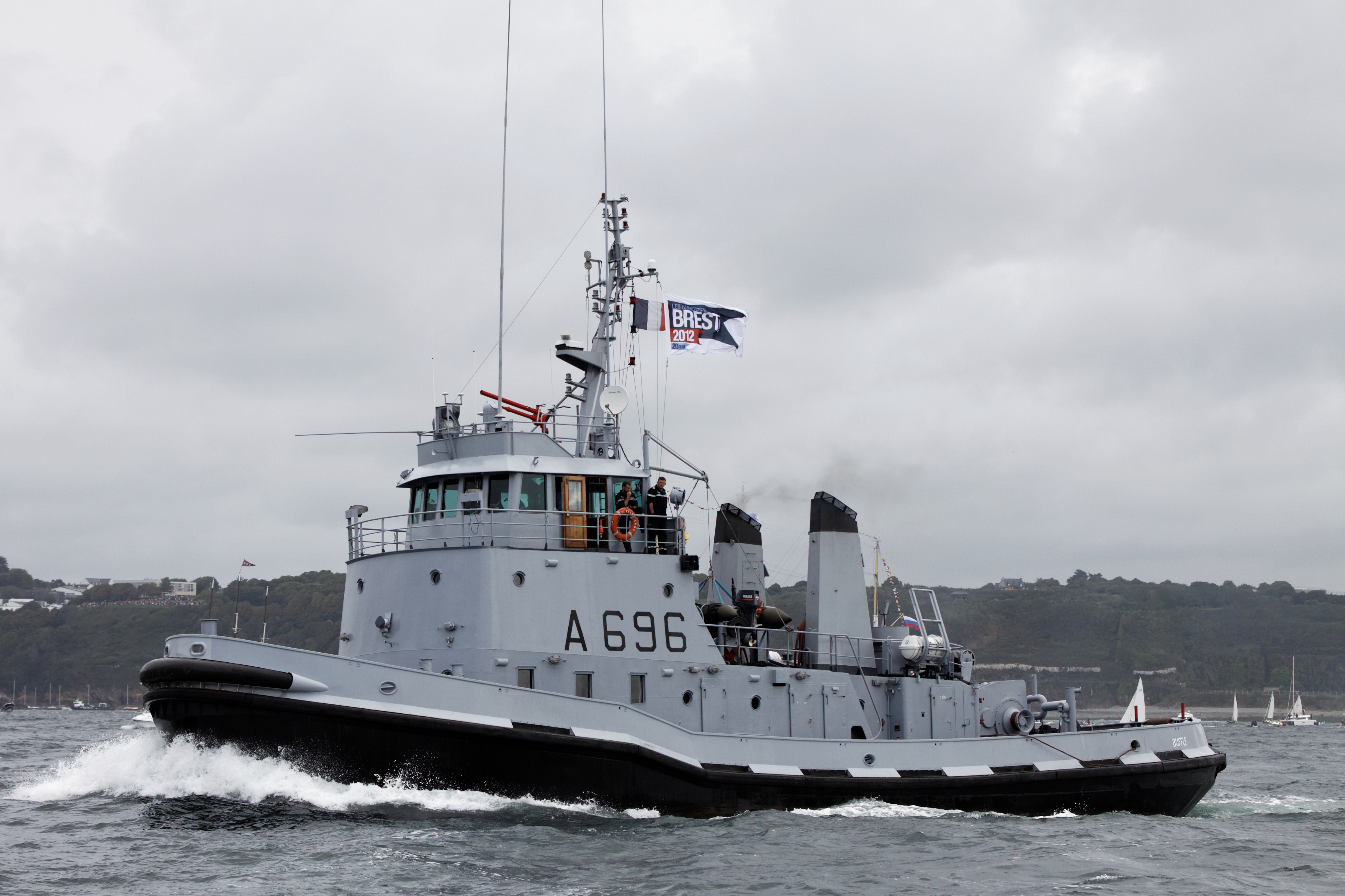
來自土倫的法國海軍拖船 (FS A696 Buffle)

進入科威特后不久，法国又增派了一艘護衛艦，法國空軍部署了第5战斗直升机團和第一步兵團的一个连，一艘巡航艦和數艘軍艦護行。
1990年9月14日，伊拉克军队进入法国驻科威特大使館，作为回应，法国总统弗朗索瓦·密特朗增加了部署到中東的軍隊數量。不久之后，法国的軍事行動在米歇爾·羅克耶夫将军的指挥下改名為幼鹿行動，其餘的增援部隊在1990年12月和1991年1月抵达。
法国組成了臨時的幼鹿師，该师主要成員来自第6轻装甲师，还有来自第2装甲师的第4龙骑兵团的部隊。幼鹿師將部隊分為東組與西組以應對戰場情況。行動初期，法軍由國家直接指揮並獨自作戰，經過中央司令部協調後，加入了美軍的輔助部隊:第2旅、第82空降师、第18野战炮兵旅和第27工兵营。

## 空軍行動
聯合國安全理事會通过了一系列關於戰爭的決議，其中最重要的一项是11月29日通过的第678號協議，规定伊拉克撤军的最后期限为1991年1月15日，并向多國部隊授权“以一切必要手段维护和执行第 660 号决议”，允許使用武力行動。截止日期过后，1991年1月17日，大規模的空中行動開啟，大多數戰機為美國空軍，但法国空军的飞机也参与其中。美洲豹攻擊機 負責空對地行動，幻象F1型戰鬥機負責地面攻击和侦察任务，幻象2000戰鬥機負責空中掩護，幻象F1型戰鬥機後來因害怕可能被聯軍誤認為伊拉克空軍而停飛。
法国空軍在戰鬥中沒有損失戰機。法国總共部署了40架戰機，最終僅四架美洲豹攻擊機被防空炮毀損。

## 陸軍行動

沙漠風暴行動的聯軍行動由法軍負責左翼

1991年2月24日。地面進攻開始，法国第6轻装甲師的偵查部队进入伊拉克，三小时后，法軍發動主力进攻。法軍最初的目标是一個在140公里外伊拉克境内的As-Salman區。在来自美国的第325空降步兵团輔助下，法軍在伊軍無反應之下越过边境，向北进攻。法軍随后遇到伊拉克第45机械化步兵师，经过短暂的战斗，在法国陆军裝備導彈的瞪羚直升機的支援下，他们成功控制目標區域并俘虏了2,500名囚犯。第一天结束时，法軍已達到原訂作戰目的并继续向北突破，确保了聯軍的進攻路線已淨空。